# 이형전갈과
이형전갈과(가칭)는 전갈목의 하위분류이다. 집게가 굵은 대형 전갈들이 속하며, 세계 최대종에 속하는 종류들도 이형전갈과에 속한다. 중위도~적도지역의 열대 우림과 건조 지대에 서식한다. 한반도에는 서식하지 않으며 정확한 국명은 없다.